# Vapenmagasin
För andra betydelser, se magasin.

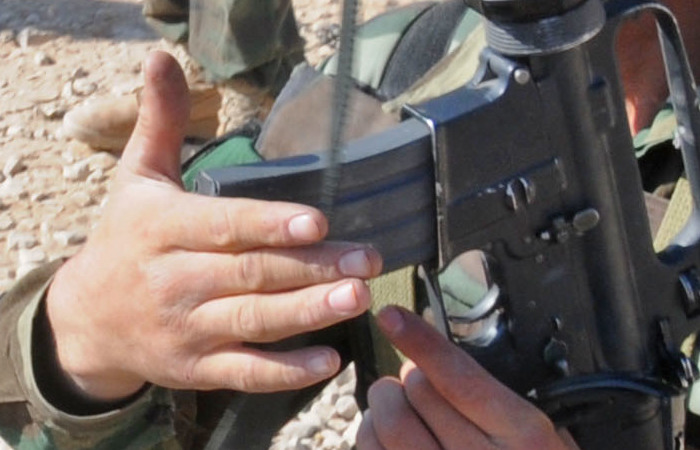
Löstagbart vapenmagasin som apteras (laddas) i handeldvapen.

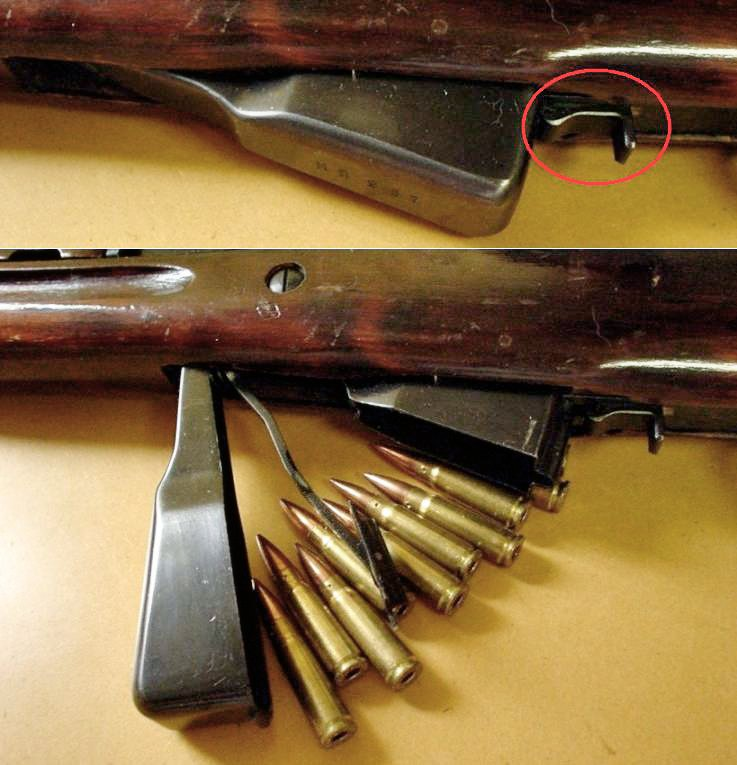
Internt vapenmagasin i handeldvapen. Detta exempel kan öppnas undertill för att tömma magasinet.

Vapenmagasin på sverigesvenska (vardagligt /magg/) eller vapenkassett på finlandssvenska är en ammunitionmatningsmetod för eldvapen som skapar möjlighet att internt bära ammunition i vapen och snabbt skjuta flera skott i snabb följd, så kallade flerskottsvapen. Magasin består av behållare för ammunition som genom olika typer av påtryckning, till exempel gravitation, fjäder eller elektrisk motor, trycker ut ammunitionen ut ur magasinet och matar in det i vapnets laddningscykel som då för in ammunitionen i vapnets patronläge och möjliggör avfyrning genom loppet.
I finländska militära sammanhang avses med kassett samma sak som magasin. I svenska försvaret kan begreppet kassett användas för en anordning för tillfällig ammunitionsförvaring (till exempel laddkassett).

## Magasin per kaliberklass

### Finkalibriga vapen
Finkalibriga vapen kan avse olika kaliberspektrum men avser framförallt kalibrar för handeldvapen, såsom exempelvis jaktgevär. Matningen ur magasinet till patronläget sker antingen automatiskt (såsom hos halv- och helautomatiska vapen eller manuellt (såsom hos repetervapen).
Magasinen förekommer i många olika modeller och görs vanligen i metall eller hårdplast. 
Mängden ammunition som magasinen rymmer varierar vanligen mellan 6 och 15 patroner för pistoler och 20-30 för militära automatkarbiner.
Vissa pistolvapen, såsom Glock 17, kan även utrustas med ett förlängt magasin som kan innehålla cirka 30 patroner.

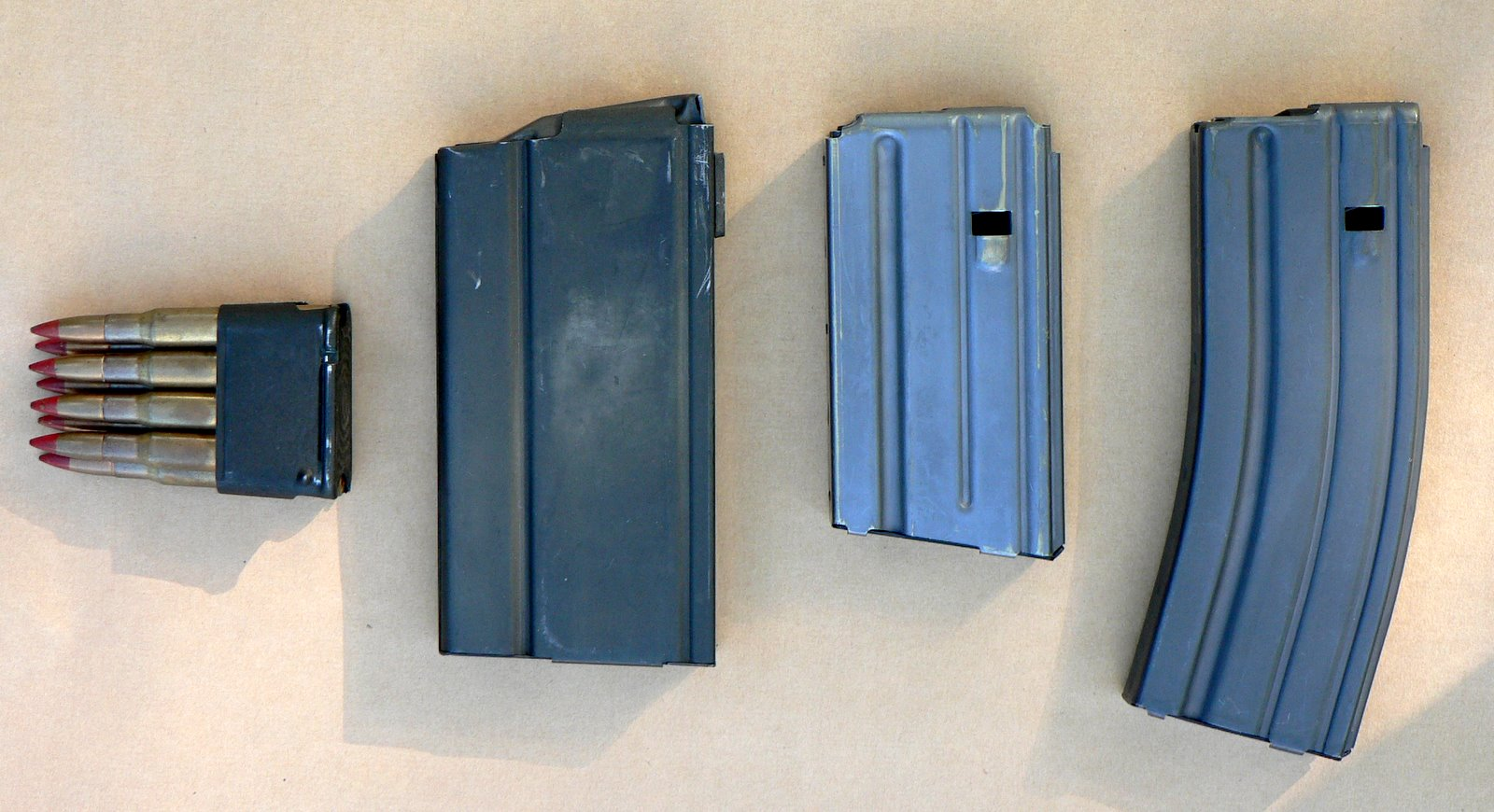
Olika utformningar av löstagbara vapenmagasin för finkalibriga vapen. Vänster visar en patronram, häger visar tre lådmagasin.
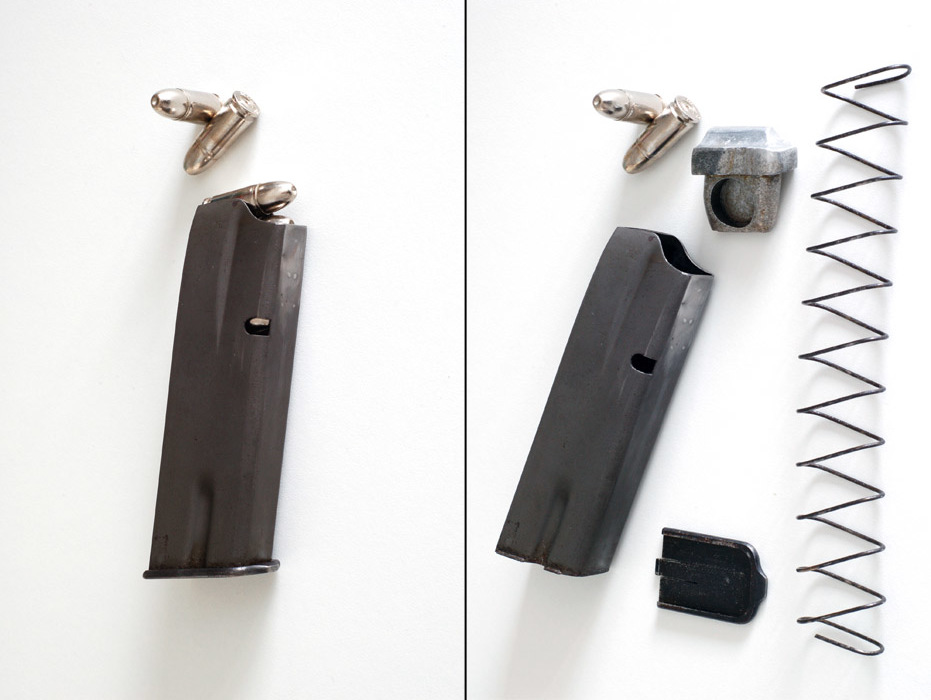
Typexempel av löstagbart stavmagasin. Höger bild redovisar magasinets delar: bottenplatta, magasinkropp, patronförare, magasinfjäder.
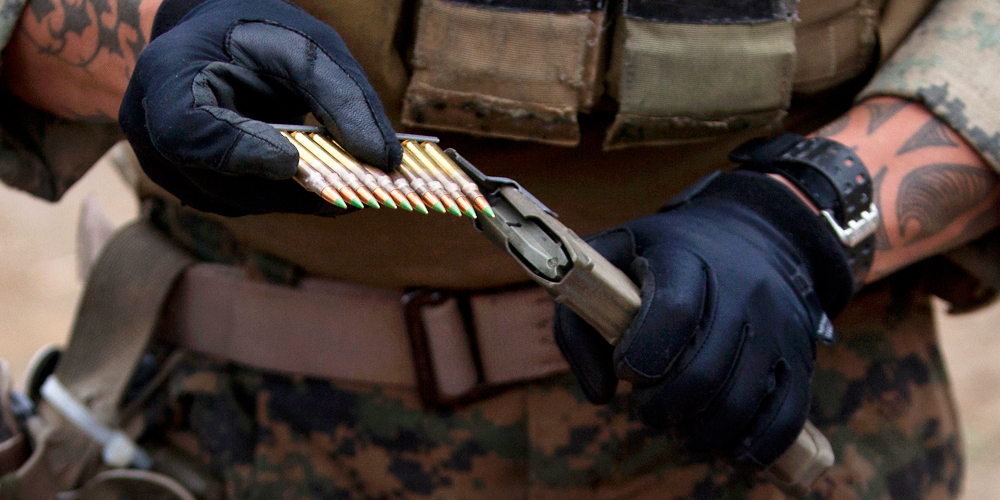
Laddning av löstagbart handeldvapenmagasin med laddram.
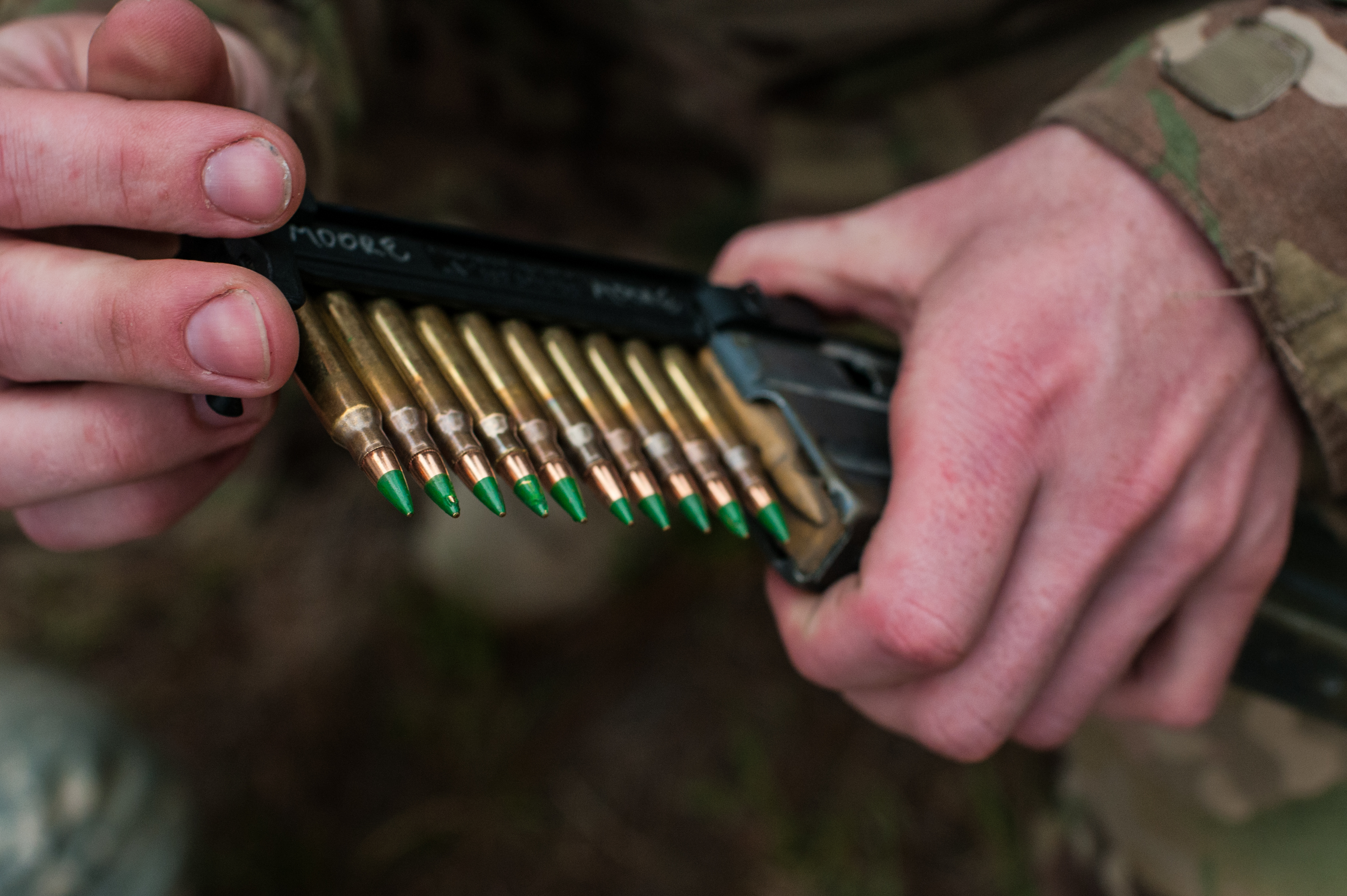
Laddning av löstagbart handeldvapenmagasin med snabbladdare.

### Grovkalibriga vapen
Ett magasin utgör hos grovkalibriga vapen (kanon, haubits, granatgevär, granatkastare) en behållare som innehåller projektiler eller delladdningar. Ur magasinet matas ammunitionen fram till vapnets ansättningsanordning. Liksom hos finkalibriga vapen kan magasinen vara löstagbara eller interna, som i stridsvagnar. Matningen ur magasinet till ansättningsanordningen sker ofta med maskinhjälp.
Robotar (luftvärnsrobotar, markrobotar pansarvärnsrobotar och sjömålsrobotar) och raketerförvaras i behållare.

## Magasintyper
Vapenmagasin förekommer i flera olika typer under diverse olika namn beroende på funktion och utformning.
Nedan listas i urval några magasintyper i alfabetisk ordning:
- Bandlåda – Magasin för bandad ammunition med hög ammunitionskapacitet för att möjliggöra större ammunitionsinsats vid erfordring.[5]
- Clipmagasin – Löstagbart lådmagasin för studsare.
- Cylindermagasin – Magasin bestående av ett roterande kammarstycke.
- Framstockmagasin – Internt rörmagasin anbringad i vapnets förstock under och längs pipan.
- Högkapacitetsmagasin – Magasinkategori för magasin som håller mer ammunition än ursprungligen avsett för plattformen, jämte låg- och normalkapacitetsmagasin.
- Interna magasin – Magasin som inte går att löstagas från vapnet utan demontering. Interna magasin behöver antingen laddas om för hand en skott åt taget eller med laddram, alternativt med motoriserad hjälp, såsom interna magasin hos automatkanoner eller raketartilleri.
- Jägarmagasin – Två löstagbara lådmagasin som kopplats ihop för snabbare omladdning i strid.
- Karusellmagasin (karusell) – synonym till tallriksmagasin.
- Kassett – Magasin för bandad ammunition med låg ammunitionskapacitet för att möjliggöra framfart med laddat kulsprutevapen vid förflyttning.[5]
- Kistmagasin – Stavmagasin med 4 patronrader, varvid det påminner om formen på en kista.
- Klippmagasin – Alternativ stavning för clipmagasin.[6]
- Kolvmagasin – Internt rörmagasin anbringad i vapnets kolv.
- Kopplade magasin – Formellt namn för jägarmagasin.
- Kryssmagasin – Magasin där ammunition ligger på rad enligt ett sicksackmönster, så kallad dubbelrad.
- Laddram – Hjälpmedel för laddning av patroner i annat magasin, så kallad paketladdning, bestående av en avlång metallram med spår för hylsflänsar som håller patroner på rad på varandra.
- Lådmagasin – Löstagbart eller internt magasin apterad in i eller i vapnets låda där ammunition ligger ligger på viss linje.[7]
- Lågkapacitetsmagasin – Magasinkategori för magasin som håller mindre ammunition än ursprungligen avsett för plattformen, jämte normal- och högkapacitetsmagasin.
- Löstagbart magasin – Magasin som går att löstagas från vapnet utan demontering. Löstagbara magasin används huvudsakligen för att snabbt kunna ladda om vapnet genom att byta ut ett tomt löstagbart magasin med ett laddat sådant.
- Normalkapacitetsmagasin – Magasinkategori för magasin som håller lika mycket ammunition som ursprungligen avsetts för plattformen, jämte låg- och högkapacitetsmagasin.
- Radmagasin – Magasin där ammunition ligger på enkelrad. Radmagasin med fjädermatning kan vara besvärliga att ladda eftersom ammunitionen först måste tryckas ner i magasinet och därefter styras bakåt under två plåtläppar för att inte tryckas ut av fjädern.[8]
- Rakt magasin – Rakt radmagasin.
- Revolvermagasin – Alternativt namn för cylindermagasin.
- Rullmagasin – Internt lådmagasin till repetergevär, där ammunitionen vid laddning och urladdning inte rör sig vertikalt ner eller upp utan beskriver en böjd, rullande bana.
- Rundmagasin – Synonym till trummagasin.
- Rörmagasin – Rörformat magasin där patroner ligger på rad längsgående. Vanligt som internt magasin hos handeldvapen med system bygelrepeter eller förstockspump (såsom pumphagel).
- Sadelmagasin – Dubbelt trummagasin som monteras ovanpå vapnet likt en sadel där vardera trumma hänger utför vapnets sidor som stigbyglar.
- Sladdmagasin – Radat magasin som matar vapnet genom att sladda igenom från en sida till den andra. Förekommer format som likformig panflöjt, så kallat "munspelsmagasin" på engelska (harmonica magazine), eller som utbytbara metallremsor.
- Spiralmagasin – Rörformat magasin där patronerna ligger i en spirallinje runt rörets innerdiameter.[9]
- Stavmagasin – Avlångt löstagbart lådmagasin.[7]
- Stångmagasin – Alternativt namn för stavmagasin.
- Tallriksmagasin – Tallriksformat cylindriskt magasin där patronerna går i en spirallinje längs tallrikens diameter med spetsen riktad mot tallrikens mitt.
- Trummagasin – Magasin format som en trumma där patronerna går längs trummans djup på längden. Förekommer både med enkel trumma och dubbel trumma.